# 二羽達邊蕨
二羽達邊蕨（学名：Tapeinidium biserratum）为陵齒蕨科達邊蕨屬下的一个种。